# Harald von Boehmer
Harald von Boehmer (Guben, 30 de novembro de 1942 — 24 de junho de 2018) foi um médico, biólogo, imunologista alemão, professor de patologia na Harvard Medical School. Conhecido principalmente por seu trabalho na área de linfócito T.

## Vida
Filho do general Hasso von Boehmer, combatente da resistência do Atentado de 20 de Julho, e sua mulher Käthe neé Torhorst, estudou medicina na Uuniversidade de Göttingen, Universidade de Freiburg e Universidade de Munique, obtendo um doutorado em medicina em 1968. Fez pós-doutorado em biologia na Universidade de Melbourne, Austrália, com pesquisas no Walter and Eliza Hall Institute of Medical Research, que concluiu em 1974 com um segundo doutorado em biologia. De 1973 a 1996 foi membro do Basel Institute for Immunology, obtendo no meio tempo a habilitação como docente privado em imunologia em 1984 na Universidade de Basileia. Foi professor visitante na Universidade da Flórida (a partir de 1982) e depois de trabalhar como professor visitante no Instituto de Tecnologia de Massachusetts (MIT) em 1987, Boehmer foi nomeado em 1991 professor de imunologia na Universidade de Basileia. Um ano depois assumiu uma posição como diretor de pesquisa no Institut National de la Santé et de la Recherche Médicale (INSERM) em Paris e, de 1997 a 2000, liderou o departamento de pesquisa INSERM 373 como diretor. De 1993 a 2000 tornou-se professor de imunologia na Faculté de Médicine Necker Enfants Malades e tornou-se membro do corpo docente da Universidade Paris V Descartes. Em 1996 encerrou seu trabalho em Basileia e foi para Paris. Em 1999 foi professor de patologia na Harvard Medical School. Dirigiu em Boston o Laboratório de Biologia de Linfócitos no Dana-Farber Cancer Institute.

## Prêmios e associações
- 1990 Prêmio Louis-Jeantet de Medicina
- 1990 Eleito membro da Academia Europaea
- 1990 Prêmio Avery Landsteiner
- 1993 Prêmio Paul Ehrlich e Ludwig Darmstaedter
- 1997 Prêmio Körber de Ciência Europeia
- 2002 Doutor honoris causa em medicina da Universidade Técnica de Munique
- 2003 Eleito membro da Academia Leopoldina[2]

## Publicações selecionadas
- Über die Wirkung von Faktoren aus dem Humanserum auf die elektrophoretische Beweglichkeit von Säugetierzellen; Munique, 1968
- T cell hybridomas: a Workshop at the Basel Institute for Immunology; Berlin [u. a.]: Springer, 1982
- T cell clones; Amsterdam [u. a.]: Elsevier, 1985
- Immunabwehr; Heidelberg [u. a.]: Spektrum Akademischer Verlag, 1995